# Tirzepatide
La tirzepatide è un farmaco usato per trattare il diabete di tipo 2 e l'obesità in associazione a dieta ed esercizio fisico.
Il suo meccanismo d'azione si basa sull'attivazione del recettore del peptide-1 simile al glucagone (GLP-1) e del polipeptide insulinotropico glucosio-dipendente (GIP) che determinano un aumento del rilascio di insulina.
Viene somministrata mediante iniezione sottocutanea con cadenza settimanale.
Gli effetti collaterali comuni includono nausea, diarrea, stitichezza e dolore addominale.
Altri effetti collaterali possono includere pancreatite, ipoglicemia, reazioni allergiche e malattie della colecisti.
Se ne sconsiglia l'uso in gravidanza a causa degli effetti negativi sul feto.
La tirzepatide è autorizzata negli Stati Uniti, in Europa e nel Regno Unito dal 2022. Negli Stati Uniti il costo di una terapia di 4 settimane si aggira intorno ai 1.000 USD (dati 2022).
A partire dal 23 febbraio 2025 l'Agenzia italiana del farmaco ha stabilito la rimborsabilità per il trattamento del diabete mellito di tipo 2 negli adulti.

## Studio di confronto
Surmount-5è uno studio clinico in aperto pensato per valutare la sicurezza efficacia del tirzepatide rispetto alla semaglutide in adulti in sovrappeso o con obesità e una malattia legata al peso, esclusi i diabetici. Mentre tirzepatide è un agonista del Glp e Glp-1, la semaglutide agisce solo sul Glp-1. 
I pazienti trattati con tirzepatide hanno raggiunto una perdita di peso pari al 20.2% contro il 13.7% di quelli trattati con semaglutide. L'obiettivo della perdita del 15% del peso corporeo è stata raggiunta da 64.4% dei pazienti trattati con tirzepatide e dal 40% di quelli gestiti con semaglutide. 
Il girovita è stato ridotto in media di 18.4 cm in chi aveva assunto tirzepatide rispetto ai 13 cm di quelli che avevano assunto semaglutide.
Dopo 72 settimane tirzepatide batteva semaglutide sull'endpoint primario è sui 5 Endpoint surrogato.